# Antonio Moreno (periodista)
Antonio Moreno Zermeño (Ciudad de México, 15 de enero de 1961) es un periodista deportivo mexicano y quien descubrió el caso de Los Cachirules en 1988.

## Biografía
Egresado de la Facultad de Ciencias Políticas y Sociales de la UNAM, comenzó su carrera empleado en la estación de radio ABC 760, trabajando junto a Carlos Albert y Raúl Orvañanos. 
Posteriormente trabajó para Ondas del Lago 690 AM, Grupo Radio Centro y Radio ACIR.
En 1982 comenzó a trabajar en Canal 11 narrando partidos de fútbol, eventualmente pasó a Imevisión (actualmente Televisión Azteca) al equipo de José Ramón Fernández, donde permaneció hasta el año 2000 cubriendo las Copas Mundiales y Olimpiadas durante ese período. Como se ha mencionado, a través del diario deportivo Ovaciones fue Moreno el primer periodista que sacó a la luz la noticia de los cachirules en mayo de 1988 debido a un anuario publicado por la Federación Mexicana de Fútbol en donde encontró una incoherencia en las edades de los jugadores de la Selección Mexicana Sub-20 respecto a sus actas de nacimiento. Este caso llegaría a ser considerado como el mayor escándalo deportivo en la historia de México.
Ha sido columnista de los diarios Ovaciones, El Financiero, Sol de México y RÉCORD.
Actualmente aparece en la radio en Estadio W 730 y es colaborador de mediotiempo.com. Asimismo, conduce los programas televisivos "La Competencia" y "Fútbol en Serio" (por TDN).